# Nao Shikata
Nao Shikata (jap. 四方 菜穂, Shikata Nao; * 5. November 1979 in Kamakura) ist eine ehemalige japanische Fußballspielerin.

## Karriere

### Verein
Sie begann ihre Karriere bei Nippon TV Beleza, wo sie von 1995 bis 2008 spielte. 2008 beendete sie Spielerkarriere.

### Nationalmannschaft
Shikata wurde 2001 in den Kader der japanischen Nationalmannschaft berufen und kam bei der Asienmeisterschaft der Frauen 2001 zum Einsatz. Sie wurde in den Kader der Asienmeisterschaft der Frauen 2006 berufen. Insgesamt bestritt sie acht Länderspiele für Japan.

## Errungene Titel

### Mit Vereinen
- Nihon Joshi Soccer League: 2000, 2001, 2002, 2005, 2006, 2007, 2008

### Persönliche Auszeichnungen
- Nihon Joshi Soccer League Best XI: 2005